# Albert Szent-Györgyi
Albert Szent-Györgyi de Nagyrápolt, född 16 september 1893 i Budapest, död 22 oktober 1986 i Woods Hole, Barnstable County, Massachusetts, var en ungersk-amerikansk fysiolog och mottagare av Nobelpriset som han år 1937 erhöll i kategorin fysiologi eller medicin för "...hans upptäckter i samband med den biologiska förbränningsprocessen med särskild fokus på C-vitamin och katalysen av fumarsyra". Szent-Györgyi är mest känd för att ha upptäckt vitamin C och, tillsammans med Hans Krebs, citronsyracykeln.

## Biografi
Szent-Györgyi föddes i Budapest, Österrike-Ungern, som son till Miklós och Jozefina von Szent-Györgyi i vars familjer tre generationer av vetenskapsmän fanns. 

### Hemskickad från första världskriget
Szent-Györgyi började sina studier vid Semmelweis universitet 1911, men blev snart uttråkad av lektionerna och började på egen hand forska i sin farbrors anatomilabb. Hans studier avbröts år 1914 och första världskriget där han fick arbeta som sjukvårdare. År 1916 sköt Szent-Györgyi sig själv i armen, men påstod sig vara sårad av fiendens kulor, och skickades därpå hem för att läka ihop. Han kunde sedan avsluta sin medicinska utbildning och tog läkarexamen år 1917.

### Forskare runt om i Europa
Efter kriget började Szent-Györgyi sin forskarkarriär i Pressburg (idag Bratislava). Han bytte sedan universitet flera gånger under de närmaste åren, för att till sist hamna i Groningen, där hans arbete fokuserade på kemin i cellandningen. Detta arbete gav honom anställning vid Cambridge universitet där han tog doktorsexamen år 1927 för arbetet med att isolera en organisk syra - som han sedan kallade "hexuronisk syra" -  från binjursvävnad.

### Vitamin C och cellandning
Szent-Györgyi anställdes vid universitetet i Szeged år 1930 där han och hans forskarassistent Josef Svirbely fann att "hexuronisk syra" faktiskt var den dittills oidentifierade antiskorbutiska faktorn, känd som vitamin C. Efter att Walter Norman Haworth hade kartlagt strukturen av vitamin C, och för att framhäva dess antiskorbutiska egenskaper, gavs ämnet det formella kemiska namnet L-askorbinsyra. Szent-Györgyi fortsatte sitt arbete på cellandningen, med att identifiera fumarsyra och andra steg i processen i vad som senare skulle bli känt som Krebs cykel.

### Nobelpris

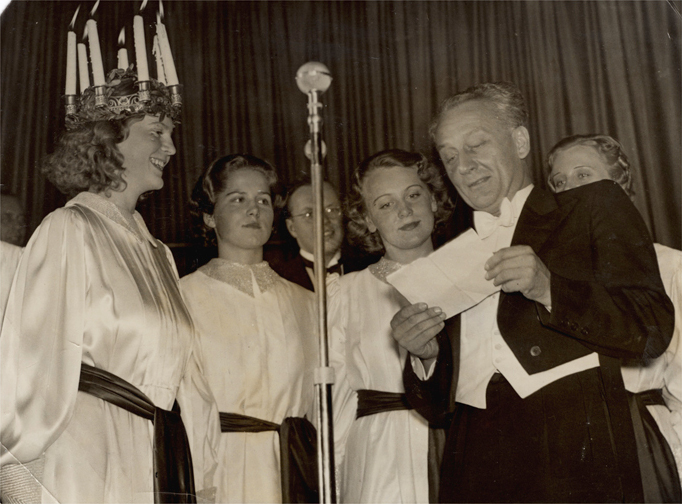
Albert Szent-Györgyi med Lucia och tärnor i Stockholm 1937.

År 1937 fick Szent-Györgyi Nobelpriset i fysiologi eller medicin "för sina upptäckter i samband med den biologiska förbränningsprocessen med särskild fokus på C-vitamin och katalysen av fumarsyra". Albert Szent-Györgyi erbjöd senare alla sina Nobelprispengar till Finland år 1940 (påverkad av ungerska frivilliga reste till Finland för att strida på finländarnas sida efter den sovjetiska invasionen av Finland 1939).
År 1938 började han arbeta på biofysik inom musklernas rörelser. Han fann att muskler innehåller aktin, som tillsammans med proteinet myosin och energikällan ATP drar samman muskelfibrerna.

### Ännu ett krig stoppar upp
Under andra världskriget var Szent-Györgyi aktiv i den ungerska motståndsrörelsen och hjälpte sina judiska vänner att fly landet när nazisterna fick kontroll. Han blev under en tid, efter en order av Adolf Hitler själv, satt i husarrest efter att ha lämnat landet och i Kairo ha inlett förhandlingar med Axelmakterna. Efter att ha flytt hamnade han på Gestapos lista över fiender. 

### Politiskt aktiv och emigrant
Efter kriget tog Szent-Györgyi det offentliga steget in i politiken på allvar och som medlem i parlamentet var han snart med om att återinrätta landets vetenskapsakademi som legat nere. Kommuniststyret i Ungern fick honom dock att vilja lämna hemlandet. Detta skedde också år 1947 då han emigrerade till USA.
I USA etablerade han flera forskningsinstitut och laboratorier men stötte ändå till en början på motstånd på grund av sin bakgrund som medlem i ett kommunistparlament. Han fick dock till sist en forskarroll på National Institute of Health och här kunde han med hjälp av elektronmikroskop studera musklerna på djupgående sätt. Han tilldelades 1954 Albert Lasker Basic Medical Research Award för sina resultat och året efter blev han "naturaliserad" amerikan och erhöll en plats i Nationella vetenskapsakademin.

### Cancerforskning
I slutet på 1950-talet inledde han allt mer långtgående studier av cancer och hur man eventuellt skulle kunna bota den. Problem tillstötte dock då den finansiella kraften bakom institutet plötsligt avled. Den erbjudna hjälpen från staten tog han inte emot då han då skulle ha tvingats att minutiöst redogöra för sina experiment och resultat och exakt vad pengarna skulle gå till. Inte förrän i början på 1970-talet fick han, efter att i tidningar talat ut om sin ekonomiska situation, hjälp med att sätta upp en från staten fri fond för cancerforskning: Nationella Fonden för Cancerforskning.
Szent-Györgyi kom att se cancer som ett problem på molekylär nivå med tron att fria radikaler kunde vara roten till det onda. Ralph Moss, en skyddsling till honom under de år han utförde sina cancerforskning, skrev en biografi med titeln: "Free Radical: Albert Szent-Gyorgyi and the Battle over Vitamin C", ISBN 0-913729-78-7, (1988), Paragon House Publishers, New York.

### Död och arvet efter Szent-Györgyi
Szent-Györgyi avled i en ålder av 93 år, i Woods Hole, Massachusetts, år 1986. Genom hans dotter från det treåriga äktenskapet med June Susan Wichterman, har han tre barnbarn: Michael, Lesley och David. Bland andra nu levande släktingar ingår astrofysiker, biofysiker och andra fysiker varav en Viktor Szent-Györgyi som nyligen uppfunnit en ny typ av vindkraftverk.
Hans adopterade dotter från hans elvaåriga äktenskap med Marcia Houston, Lola Von Szent-Györgyi, är konstnär och designer som bor i New York. 
Den 16 september 2011, på 118-årsdagen av hans födelse, hedrades Szent-Györgyi med en "Google Doodle" som visade apelsiner och flera andra frukter, en hänvisning till hans arbete med C-vitamin.